# Veliki galeb
Veliki galeb (lat. Larus marinus), najveća je vrsta među galebovima. Vrlo agresivan lovac, "gusar" i strvinar, a živi na europskim i sjevernoameričkim obalama i otocima sjevernog Atlantika. Prilično je stacionaran, premda se neki kreću dalje prema jugu ili u unutrašnjost do velikih jezera ili rezervoara. Odrasli veliki galeb ima bijelu glavu, vrat i donji dio, tamno siva krila i leđa, ružičaste noge i žuti kljun.

## Taksonomija
Veliki galeb bila je jedna od mnogih vrsta koje je Carl Linnaeus izvorno opisao u svom 10. izdanju Systema Naturae iz 1758., a još uvijek nosi izvorno ime Larus marinus.  Znanstveni naziv je iz latinskog, a specifični naziv marinus znači "morski", ili kada se uzima zajedno, "morski galeb". Ovo prethodi Linneanskoj taksonomiji, jer ju je Carolus Clusius nazvao Larus ingens marinus.
Izrazi swaabie, baagie i baigie su lokalna imena sa Shetlandskih otoka. Francis Willughby nazvao ga je velikim crno-bijelim galebom u 17. stoljeću.

## Opis
Ovo je najveći galeb na svijetu, znatno veći od srebrnastog galeba (Larus argentatus). Samo nekoliko drugih galebova, uključujući Pallasovog galeb (Ichthyaetus ichthyaetus) i sjevernog galeba (Larus hyperboreus), približava se veličini ove vrste.  Duljina ove vrste galeba kreće se u rasponu od 64 do 79 cm, raspon krila od 1.5 do 1.7 m, a tjelesna masa od 750 do 2300 grama. U uzorku 2009 odraslih jedinki iz sjevernog Atlantika, utvrđeno je da mužjaci u prosjeku teže 1830 g, a ženke 1488 grama.  Neki odrasli galebovi koji žive u ribarskim područjima u Sjevernom moru mogu težiti do oko 2,5 kg, a u prosjeku 1,96 kg. Iako je ledeni galeb, kao vrsta, u prosjeku manji od velikog galeba, utvrđeno je da izuzetno velik ledeni galeb može tjelesnom masom nadmašiti najteže primjerke velikog galeba. Sa svojom veličinom i velikim jakim kljunom, ova vrsta stvara impoznatan dojam.
Odrasli veliki galeb prilično je osebujan, jer se nijedan drugi vrlo veliki galeb s crnkastom bojom na gornjim krilima uglavnom ne pojavljuje u sjevernom Atlantiku. U ostalih sjevernoatlantskih galebova bijelih glava plašt je općenito svjetlije sive boje, a kod nekih je vrsta svijetlo puderaste ili čak ružičaste boje.  Na krilima i leđima je sivocrn, s vidljivim, kontrastnim bijelim "zrcalima" na vrhovima krila. Noge su ružičaste, a kljun žut ili žuto-ružičast s malo narančaste ili crvene boje na vrhu donjeg kljuna. Odrasli tamnoleđi galeb (L. fuscus) izrazito je manji, obično težak približno upola manje od velikog galeba. Tamnoleđi galeb ima žućkaste noge i plašt koji može varirati od sive poput škriljevca do smeđe boje, ali nikada nije tako taman kao kod Velikog galeba. Nekoliko na prvi pogled sličnih velikih galebova s tamnim leđima mogu se vidjeti u Tihom oceanu ili u tropima, no nigdje blizu područja rasprostranjenosti ove vrste.
To su Kamčatski galeb (L. schistisagus), zapadni (L. occidentalis) i južni galeb (L. dominicanus).  
Ptice mlađe od godinu dana imaju ljuskave, kockasto crno-smeđe gornje dijelove, a glava i donji dio prošarani su sivo smeđom bojom. Lice i potiljak su bljeđi, a perje letnih krila crno-smeđa. Rep mladih ptica je bijel je s cik-cak trakama i mrljama u osnovi i slomljenom crnkastom trakom blizu vrha. Kljun mladih ptica je smeđe-crn s bijelim vrhom, a noge tamno-plavkasto-sive s ružičastim tonovima. Kako mladi galeb stari, sivo-smeđa boja postupno blijedi do kontrastnijeg perja, a kljun potamni u crnu, te zatim izblijedi. Do treće godine mladi galebovi nalikuju prugastijoj i prljavijoj verziji odrasle ptice. Razvoj ove vrste je nešto sporiji od razvoja ostalih velikih galebova, potrebne su najmanje četiri godine da dostignu zrelost  
Glasanje im je duboki krik "smijanja", kaa-ga-ga, s prvom notom koja se ponekad izvlači u gotovo bovidni zvuk. Glas je izrazito dublji od većine ostalih vrsta galebova.
- Prva zima
- Druga zima
- Treća zima
- Četvrta zima

## Rasprostranjenost i stanište
Ova vrsta može se naći u obalnim područjima od krajnjeg sjeverozapadnog dijela Rusije, kroz veći dio obalne Skandinavije, na obalama Baltičkog mora, do obala sjeverozapadne Francuske, Ujedinjenog Kraljevstva i Irske. Na sjevernom Atlantiku, ovaj galeb živi na Islandu i južnom Grenlandu te na atlantskim obalama Kanade i Sjedinjenih Država. Iako je prije uglavnom samo posjećivala područja Sjeverne Amerike južno od Kanade, bez gniježđenja, vrsta se proširila i obuhvatila je nekoliko kolonija u državama Nove Engleske, a sada se gnijezdi čak južno do Sjeverne Karoline. Jedinke koji se gnijezde u surovim sredinama migrirat će prema jugu, zimujući na sjevernim obalama Europe od Baltičkog mora do južnog Portugala i redovito do obalne Floride u Sjevernoj Americi.  Tijekom zime u Baltičkom moru ptica se obično drži blizu granice leda. Sjeverno od alandskih otoka, more se često smrzava sve od Švedske do Finske, a ptica zatim migrira u otvorene vode. Iznimno, vrsta se može proširiti na jug čak do Kariba i izvan obala sjeverne Južne Amerike. 
Veliki galeb može se naći raznim obalnim staništima, uključujući stjenovite i pješčane obale i ušća, kao i unutarnja močvarna staništa, poput jezera, bara, rijeka, vlažnih polja i močvara. Općenito se nalaze na neobično velikim udaljenosti od velikih vodenih površina dok se kreću u unutrašnjosti. Danas su često viđeni na odlagalištima smeća i duž obala i relativno daleko u unutrašnjosti. Vrsta također široko jede plijen s oranica, koje u državi New Jersey obuhvaćaju njihova najčešća mjesta za gniježđenje. Općenito se razmnožava u područjima koja su slobodna od zemaljskih grabežljivaca ili su im uglavnom nedostupna, poput otoka s vegetacijom, pješčanih dina, nizova stijena s ravnim vrhovima, krovova zgrada, a ponekad i među grmljem na otocima slanih močvara. Tijekom zime, veliki galeb često putuje daleko na pučinu kako bi se hranio. 

## Prehrana
Veliki galebovi su oportunisti, vršni grabežljivci i vrlo su znatiželjni. Istražit će svaki mali organizam s kojim se susretnu i spremno će pojesti gotovo sve što mogu progutati. Velik dio svoje dijetalne energije dobivaju pretraživanjem ljudskog smeća, koji ponegdje čine više od polovice njihove prehrane. Širenje odlagališta smeća postalo je glavni faktor privlačenja ove i svih ostalih nespecijaliziranih vrsta galebova. U studiji kojom se pokušalo utvrditi koliko vremena veliki galebovi provode tražeći hranu na odlagalištima smeća u Massachusettsu, primijećeno je da su aktivno tražili hranu 19% svog vremena, jedući manje smeća od ostalih galebova, a većinu vremena su spavali ili plutali na moru. 
Kao i većina galebova, oni također redovito love ribu i lako će uloviti bilo koju ribu manju od njih samih koja se nalazi blizu površine vode.  Sadržaj želuca velikih galebova obično pokazuje da im je riba primarna hrana. Na otoku Sable u Novoj Škotskoj 25% želučanog sadržaja činila je riba, ali 96% regurgitacija danih mladima činila je riba.  Slično tome, na oroku Ramea u Newfoundlandu, 25% želučanog sadržaja bilo je riba, kao i 68% regurgitanata. Najčešće ribe pronađene u želucima ovih galebova u Novoj Škotskoj i na Newfoundlandu bili su kapelan (Mallotus villosus), atlantski bakalar (Gadus morrhua), atlantski tomcod (Microgadus tomcod), atlantska skuša (Scomber scombrus), atlantska haringa (Clupea harengus) i pijesak (Ammodytes) hexapterus).   Ostali plijen često uključuje različite lignje, Jona rakove (Rak borealis), stijena rakove (Rak irroratus), ježinaca, zelene rakove (Carcinus maenas), zvjezdača (Asterias forbesi i Asterias rubens) i druge bodljikaše, rakova i mekušaca kada su naišli prilika. Prema promatranjima u sjevernoj Novoj Engleskoj, 23% opaženog plijena bili su iglokožci, a 63% rakovi. 
Za razliku od većine drugih ptica iz roda  Larus, vrlo često se ponašaju predatorski i često love i ubijaju plijen manji od sebe, ponašajući se više kao ptica grabljivica nego kao tipični galeb. U nedostatku oštrih pandži i zakrivljenog kljuna ptica grabežljivica, veliki galeb se oslanja na agresiju, fizičku snagu i izdržljivost u lovu. Kada napadaju druge životinje, oni obično napadaju jaja morskih ptica, gnezdo ili mladunče u gnijezdu, možda najbrojnije čigre, ali također uključuju manje vrste galebova, kao i gavke,  rodarice i razne njorke. U Newfoundlandu i Novoj Scotiji, 10% sadržaja želuca velikih galebova bile su druge ptice, a još 17% su bila jaja od čigri. Ova vrsta također napada mlade, pa i odrasle jedinke raznoh vrsta ptica. Neke od ptica za koje je primjećeno da ih lovi u letu ili na tlu uključuju patke iz roda Anas patke, patke Oxyura jamaicensis, Bucephala albeola, mali zovoj (puffinus puffinus), Podilymbus podiceps, jednu vrsru liske (Gallinula chloropus), čigre, tupika (Fratercula Arctica), čigre (rod Fulica), blistavog ibisa (Plegadis falcinellus), divljim golubovima (Columba livia), pa čak i ptica grabljivica kao što su eje strnjarice (Circus cyaneus). Kada napadaju druge ptice u letu, veliki galebovi često ih napadaju s krila, udarajući ih kljunom, nadajući se da će pticu srušiti ranjavanjem ili iscrpljivanjem. Mogu ubiti zdrave odrasle ptice težine do najmanje 750 g, ali napadaju isključivo mlađ većih ptica poput Somateria mollissima i kormorana. Također će u letu uhvatiti vrlice, koje obično napadaju dok su ove male ptice iscrpljene migracijom, i odmah ih progutati.  Veliki galeb također se hrani kopnenim životinjama, npr. štakorima (Rattus ssp.) na odlagalištima smeća, pa čak i bolesnom janjadi (Ovis aries).
Većina hrane proguta se cijela, uključujući većinu ribe, pa čak i druge galebove. Kad je hrana prevelika da bi je se moglo progutati odjednom, ponekad će je tresti kljumom dok se ne raspadne na komade. Kao i neki drugi galebovi, prilikom hvatanja mekušaca ili druge hrane s oklopom, poput jaja, poletjet će s njom u zrak i ispuštati je na kamenje ili tvrdu podlogu kako bi se otvorio. Alternativna hrana, uključujući bobice i kukce, jede se kad je dostupna. Spremno će iskoristiti lagane izvore hrane, npr. ješku koju je ribolovac izvadio na brod. Oni su vješti kleptoparaziti koji će spremno gusariti ribu i ostali plijen uhvaćen od drugih ptica i dominirati nad drugim galebovima kad ih susretnu. U kolonijama čigri u obalnom Maineu, američki srebrnasti galeb (L. smithsonianus) povremeno napada i gnezdeće i mlade čigre, ali u velikoj većini slučajeva veliki su galebovi piratizirali njihov ulov.  Na jednom promatranju, odrasli veliki galeb je viđen kako pljačka ženku sivi sokol (Falco peregrinus) koji je ulovio patku kreketaljku (Anas strepera).  U drugom slučaju, primijećen je trogodišnji veliki galeb kako otima plijen odrasle ženke jastreba (Accipiter gentilis), iako je jastreb pokušao udariti galeba prije odlaska. Zbog svoje metode zastrašivanja prilikom susreta s drugim vodenim pticama i pticama grabežljivicama, vrsta je nazivana "nemilosrdnim tiraninom". Ove galebove privlači površinska aktivnost velikih morskih životinja, od atlantske plavoperajne tune (Thunnus thynnus) do grbavih kitova (Megaptera novaeangliae), te hvataju ribu koju ovi tjeraju na površinu.

## Razmnožavanje
Ova se vrsta razmnožava pojedinačno ili u malim kolonijama, ponekad unutar kolonije Larus argentatus. Parovi se formiraju u ožujku ili travnju. Sljedećeg proljeća iste ptice obično ponovno formiraju par, sastajući se u gnijezdu od prethodne godine. Ako se jedna od ptica ne pojavi, druga ptica počinje tražiti novog partnera. Ptica koja je ostala sam se obično ne pari u toj sezoni.
Prave gnijezdo na tlu, često na hrpi kamenja, srušenom deblu ili drugom predmetu koji omogućava zaštitu jaja. Obično se napravi nekoliko gnijezda prije nego što se odabere ono koje roditelji smatraju najboljim, a zatim se obloži travom, morskim algama ili mahovinom ili predmetima poput konopa ili plastike. Kada se gnijezde na krovovima u urbanim sredinama, gnijezda iz prethodne godine često se iznova koriste. Ženka obično snese tri jajašca negdje između kraja travnja i kraja lipnja. Kada se u gnijezdu nađu samo dva jaja, razlog je gotovo uvijek taj što je jedno jaje, iz ovog ili onog razloga, uništeno. Potreban je otprilike tjedan dana da ženka proizvede tri jajašca, a inkubacija započinje tek kad se polože sva tri jajašca. Stoga se sva tri pilića izvale isti dan. Roditelji obično uspješno podignu sva 3 ptića.
Jaja su zelenkastosmeđa s tamnim točkicama i mrljama. Oba roditelja sudjeluju u fazi inkubacije, koja traje približno 28 dana. Za to vrijeme ptice pokušavaju izbjeći da ih netko primijeti i trude se biti tihi. Oba se roditelja smjenjuju u inkubacijo i odgoju mladunčadi, braneći gnijezdo i skupljajući hranu. Mladi veliki galebovi napuštaju područje gnijezda u dobi od 50 dana i mogu ostati s roditeljima u ukupnom razdoblju od oko šest mjeseci, iako se većina mladunaca odlučuje okupljati se sa svojim vršnjacima u potrazi za hranom do jeseni. Ovi galebovi postižu spolnu zrelost kad dobiju odraslo perje s četiri godine, iako se možda neće uspješno razmnožavati sve dok ne navrše šest godina. 

## Životni vijek i smrtnost
Ovo je relativno dugovječna ptica. Maksimalna zabilježena starost divljeg velikog crnog leđa je 27,1 godina.  Ova se vrsta rijetko drži u zarobljeništvu, ali poznato je da europski srebrnasti galebovi dožive više od 44 godine i da općenito veće ptice žive duže nego manje.  Smrtnost se obično javlja u ranim fazama života, kada ih mogu ugroziti teški vremenski uvjeti (uključujući poplave) i izgladnjivanje, kao i grabežljivci. Piliće i jaja plijene vrane (Corvus ssp.), Mačke (Felis catus), drugi galebovi, rakuni (Procyon lotor) i štakori (Rattus ssp.). Bjeloglavi orao (Haliaeetus leucocephalus),  orao štekavac (H. albicilla) i orao (Aquila chrysaetos) jedine su ptice za koje se zna da obično prethode zdravim, potpuno odraslim velikim galebovima. U jednom istraživanju iz Norveške, veliki galebovi su bili peti najčešćk plijen za bijelorepe orlove, a galebovi su skloni mobingu nad tim ogromnim orlovima. Veliki pomornik (Stercorarius skua) snimljen je u Škotskoj u bezuspješnom pokušaju ubijanja velikog galeba od 2 ili 3 godine starosti. U Norveškoj je također zabilježeno da su veliki galebovi postali plijen sova ušara (Bubo bubo).  Orke (Orcinus orca), a i morski psi također navodno plijene odrasle i maloljetne ptice na moru. U nekim biomima, gdje nema velikih orlova, veliki se galeb s crnim leđima može smatrati vršnim grabežljivcem.

## Status
Povijesno gledano, veliki galeb lovljen je zbog perja, koje se koristilo u trgovini šeširima, a ta je vrsta istrebljena iz velikih dijelova svojeg životnog područja kao rezultat ovog iskorištavanja.  Međutim, zbog njihove prilagodljivost ljudima i civilizacini i korištenju urbanih sredina kao zamjenskih mjesta za gniježđenje, veliki galeb se brzo razmnožio i raširio. Danas je to široko rasprostranjena i brojna vrsta u svom području rasptostranjenosti, a broj se u nekim područjima povećao na toliko visoku razinu da se često smatra štetočino., posebno u blizini zračnih luka gdje postoji rizik od sudara sa zrakoplovima, te u nekim obalnim područjima gdje ponekad nadjača ili lovi rjeđe morske ptice, poput tupika, što bi moglo rezultirati ljudskom intervencijom u cilju očuvanja bioraznolikosti.  Povećanje i širenje velikih galebova pripisuje se povećanju aktivnosti zimskog ribolova u Sjevernom moru. Iako ne postoje poznate ozbiljne prijetnje ovoj vrsti, u pticama i jajima se često nalazi visoka razina otrovnih onečišćivača koji se unose konzumacijom kontaminiranog plijena, a to smanjuje reproduktivni uspjeh ovih ptica. Podizanje mladih je također prekinuto ljudskim smetnjama, a to može dovesti do napuštanja jaja, što ih čini izloženim grabežljivcima.

## Galerija
- Veliki galeb ima krupni snažni kljun
- Larus marinus i Larus argentatus, Øresund
- Veliki galeb se šepuri
- Mlada ptica, Cape May Point, New Jersey
- Gnijezdo i jajak
- Ptići
- Jato polijeće tijekom seobe na jug kroz Ottawu, Ontario
- Kompozitna slika
- Larus marinus - MHNT

## Vanjske poveznice
- How Nature Works: Gull Territoriality – from Cornell Lab of Ornithology na YouTubeu
- Larus marinus. Avibase
- Mediji za Veliki galeb. Internet Bird Collection
- Galerija slika na temu Veliki galeb na stranici VIREO (Sveučilište Drexel)
- Interaktivna karta za Larus marinus na IUCN-ovim kartama za Crveni popis
- Zvukovne snimke na temu Great black-backed gull na stranici Xeno-canto.
- Larus marinus u  galeriji Field Guide: Birds of the World na Flickru

### Drugi projekti
|  | Zajednički poslužitelj ima stranicu o temi Larus marinus    |
|  | Zajednički poslužitelj ima još gradiva o temi Larus marinus |
|  | Wikivrste imaju podatke o taksonu Larus marinus             |